# Sound Patterns

Sound Patterns est une œuvre pour chœur a cappella composée par Pauline Oliveros en 1961.
L'œuvre consiste non pas en mots chantés, mais en sons phonétiques, en particulier des consonnes, ce qui produit des sons chuintants, sifflants, gutturaux ou liquides. La partition réclame aussi de battre les lèvres, faire claquer la langue ou les doigts.
Selon Kyle Gann, Oliveros abandonne la notation conventionnelle peu avant que des compositeurs européens fassent de même dans leurs œuvres, tels que Karlheinz Stockhausen avec Momente ou György Ligeti avec Aventures.
La compositrice Annea Lockwood appréciait les « textures sonores » de cette œuvre.

## Récompenses et distinctions
- Prix international Gaudeamus des compositeurs 1962